# Flotjärnen (Lockne socken, Jämtland)
Flotjärnen är en sjö i Östersunds kommun i Jämtland och ingår i Ljungans huvudavrinningsområde.